# Движения на Земята
Различните движения на Земята (12 на брой) са станали известни на човечеството по-късно отколкото нейната форма. Основните движения на Земята са 2: въртене на Земята около оста ѝ и обикалянето ѝ около Слънцето.

## Въртене на земята около оста ѝ
Още древния гръцки учен Аристарх Самоски, три века преди Христа, изказал мисълта, че Земята се върти, но това било всъщност една гениална догадка. Предположението на Аристарх скоро било забравено и хората продължили да смятат, че Земята стои неподвижно, а всички небесни тела обикалят около нея. Наистина такова схващане е най-близко до наблюдаваната действителност. Всяко денонощие ние наблюдаваме как денят се сменя с нощта и обратно. Виждаме, че Слънцето изгрява от изток и залязва на запад. Но да се докаже, че наистина Земята се върти около оста си и в същото време обикаля около Слънцето не е лека задача. За това са необходими редица познания по математика, физика и астрономия. Едва когато човек придобил такива знания, той наистина успял научно да докаже, че Земята се върти около оста си.

### Доказателства за въртенето на Земята около оста ѝ
1. Опит на Фуко. Във физиката е доказано, че махалото винаги запазва своята плоскост на люлеене, независимо от това дали точката на окачване се измества. Като използвал този физичен закон френският учен Леон Фуко (1819 – 1868) представил първото доказателство за въртенето на Земята около оста и. (Виж статията Махало на Фуко. На полюса отклонението на махалото е най-голямо – 15° в час (Земята изминава 360° за 23 часа и 56 минути), а на екватора този ъгъл е 0°.[1]
2. Сплеснатост на Земята към полюсите. Това доказателство може да се провери лесно чрез известния опит на белгийския физик Жозеф Плато (1801 – 1883). Ако една маслена топка, която се намира в равновесие във вътрешността на течност със същата гъстота, се приведе в бързо въртене, то тя ще се сплесне в краищата на оста си и ще се издуе в средата. По форма Земята не е идеална сфера – тя е сплесната при полюсите и изпъкнала при екватора. Екваториалният диаметър е с 42 километра по-дълъг от полярния. Различните точки по земната повърхност имат различна скорост на въртене, която зависи от отстоянието им спрямо екватора. Най-високата скорост е 465 m/s, която се отнася за екватора. Постепенно скоростта намалява към полюсите, а на самите тях е 0 m/s. Скоростта на въртенето на Земята в София е около 340 m/s.[1]
3. Отклонение на падащите тела на изток. Ако Земята не се въртеше около оста си, то всяко свободно падащо тяло би се движило точно отвесно. Понеже Земята се върти от запад на изток, то падащите тела се отклоняват на изток. Това е така, понеже точката, от която пада тялото е по-нависоко и се движи с по-голяма скорост отколкото точката, в която пада, и, кота е много по-ниско и се движи с по-малка скорост. В действителност това отклонение е незначително. Например тяло, което пада от височина 158,5 m, се отклонява на изток само с 2,75 sm.[1]
4. Отклоняваща сила на земното въртене. Според съществуващия в механиката закон, всяко тяло, което се движи по земната повърхност на север или на юг от Екватора, се отклонява от своята първоначална посока. Това отклонение също се дължи на въртенето на Земята, тъй като скоростта на въртенето на Земята е различна на различните географски ширини. В Северното полукълбо това отклонение става винаги надясно (на изток), а в Южното – наляво (пак на изток). На екватора всички точки се движат с по-голяма скорост, отколкото точките, които се намират по̀ на север (за Южното полукълбо – по̀ на юг). Понеже тялото, което се движи от екватора на север, има по-голяма линейна скорост от тази, която притежават движещите се точки в по-големите географски ширини, то непрекъснато ще ги изпреварва и по този начин ще се отклонява на североизток. Когато тялото се движи от север на юг в Северното полукълбо, ще се наблюдава обратната картина. Поради по-малката си линейна скорост тялото непрекъснато ще изостава от точките, които се намират на по-малки ширини, и ще се отклонява на югозапад (пак надясно). Това се потвърждава най-добре при пасатните ветрове. Последните не духат точно от север на юг, а от североизток на югозапад в Северното полукълбо и обратно в Южното.[1]
5. Траекторията на изкуствени спътници на Земята не минава над едни и същи точки на земната повърхност поради нейното въртене.

### Последици от въртенето на Земята около оста и
Основната последица от въртенето на Земята около оста ѝ е смяната на деня с нощта. Тази смяна е послужила и за измерване на времето. Земята извършва едно пълно завъртане около оста си за 24 часа или за всеки час тя изминава 15° (географски) от запад на изток. За едно денонощие Земята последователно обръща към Слънцето всичките си части. Когато то осветява едната ѝ половина, в другата половина е нощ. По този начин всяко място на Земята между Северната и Южната полярни окръжности в продължение на 24 часа има ден и нощ. На север и на юг от двете полярни окръжности продължителността на деня и нощта и по голяма от 24 часа.
- Местно време. Когато Слънцето се намира най-високо над хоризонта (в зенита) е пладне, а когато е най-ниско под хоризонта е полунощ. Поради въртенето на Земята от запад на изток, местата, които се намират по̀ на изток, се огряват по-рано от тези, които се намират по̀ на запад. Затова изгревът настъпва по-късно в местата, които са разположени на запад (на всеки 15° с 1 час по-късно). Във връзка с това всяка точка от земната повърхност има свое местно време. Например слънцето изгрява с 27 минути по-късно в София отколкото на нос Шабла, въпреки че и двата обекта са в една и съща часова зона.[1]
- Часови зони. За всекидневния живот такъв голям брой местни времена би представлявал сериозно неудобство. за да се избегне това, се е наложило земната повърхност да се раздели на 24 пояса или ивици (по посока на меридианите) с ширина 15° всяка една, които да имат едно и също време. По този начин са получени т.н. Часови зони, които са 24 на брой. Времето във всяка от тях се различава от това в двете съседни зони с 1 час. По-подробно виж статията Часова зона.[1]

## Обикаляне на Земята около Слънцето
Както и останалите 7 планети от Слънчевата система Земята обикаля около Слънцето по  път, който има форма на елипса и се нарича земна орбита. Според законите на Йохан Кеплер в единия от фокусите на тази елипса се намира Слънцето. Земята прави своята пълна обиколка около Слънцето за 365 дни, 5 часа, 48 минути и 46 секунди. Този период се нарича тропическа година. Установяването на това земно движение в Слънчевата система е открито от полския астроном Николай Коперник.

### Доказателства за обикалянето на Земята около Слънцето
Доказателствата за обикалянето на Земята около Слънцето са били окончателно установени едва през 1838 г., т.е. много след излизането на книгата на Коперник през 1543 г., понеже са свързани с много точни уреди, каквито не е имало преди. Известни са главно две важни доказателства за движението на Земята около Слънцето.
Първото доказателство е годишният паралакс на звездите. Той представлява ъгълът, под който от съответната звезда се вижда радиусът на земната орбита или по-точно казано, нейната голяма полуос. Величината на годишния паралакс е сравнително малка – от 0,3 до 0,75 s за определени звезди. Това се дължи на големите разстояния между Земята и звездите.
Второто доказателство е аберацията на светлината, открита през 1728 г. Тя представлява видимо преместване на звездите, обусловено от сложното движение на светлината и движението на наблюдателя около Слънцето заедно със Земята. Аберацията на светлината има също малка величина – 20,47 s.

### Земна орбита, скорост
Земната орбита има твърде малък ексцентрицитет, т.е. елипсата по която Земята се движи спрямо Слънцето е почти окръжност. Формата на елипсата, по която се движи Земята около Слънцето, не е постоянна. Нейният слаб линеен ексцентрицитет претърпява вековни промени. През 1932 г. величината на сплеснатостта на земната орбита е била 0,016737 и оттогава непрестанно намалява. Средното разстояние между Слънцето и Земята е 149,5 млн. km. Обаче при перихелий (най-близкото отстояние на Земята от Слънцето) разстоянието намалява на 147 млн. km, а при афелий (най-далечното разстояние на Земята от Слънцето) то нараства на 152 млн. km. Общо се получава разлика от 5 млн. km, която все пак се отразява върху силата на слънчевото греене по земната повърхност. Линията, която свързва двете крайни точки на земната орбита се нарича абсидна линия. Дължината на земната орбита е около 939,2 млн. km и се равнява на 23 000 пъти дължината на земния екватор. От дължината на земната орбита и от времетраенето на обикалянето на Земята около Слънцето се установява средна скорост на движението на Земята, равна на 29,77 km/s или около 108 000 km/h. Скоростта на обикалянето на Земята около Слънцето не е равномерна. Колкото Земята е по-близко до слънцето, толкова по-силно действа притегателната му сила и толкова по-бързо тя се движи. Следователно най-голямата земна скорост от 30,3 km/s е в положение на перихелий, което настъпва на 3 януари, а най-малка е скоростта в положение афелий, на 4 юли – 29,3 km/s.

### Последици от въртенето на Земята около Слънцето
При своето обикаляне около Слънцето, Земята се движи с неизменно наклонена ос спрямо плоскостта на орбитата ѝ – 66°33′ или 23°27′ – по отношение на перпендикуляра на същата плоскост. Това означава също, че земната ос се премества успоредна сама на себе си по орбитата. Този значителен наклон на земната ос спрямо плоскостта на орбитата и успоредността на нейното преместване в пространството причинява закономерната смяна на годишните времена или сезони. Постоянният наклон на земната ос спрямо земната орбита и различната скорост в движението на Земята около Слънцето стават причина за различната продължителност на годишните времена и за различната дължина на дните и нощите в зависимост от географската ширина. За тяхното подразделение се използва видимото положение на Слънцето на небосвода, което също търпи известни промени.
- Годишни времена. В Северното полукълбо началото на пролетта настъпва на 21 март, по време на равноденствието. Тогава границата на осветената и неосветената половина на Земята минава през полюсите. От тази дата дните започват постепенно да нарастват, а нощите да намаляват до 22 юни – лятното слънцестоене, когато Слънцето достига най-високо положение по видимия си път над хоризонта. Тогава настъпва лятото и се отчитат най-продължителният ден и най-късата нощ за Северното полукълбо. След тази дата продължителността на деня намалява докато се изравни с нощта. Есента настъпва астрономически на 23 септември пак по време на равноденствие. От тази дата започва непрекъснатото намаляване на деня и увеличаване на нощта до 22 декември, когато настъпва зимата. На тази дата Слънцето заема най-ниско положение по видимия си път над хоризонта. Това е т.нар. зимно слънцестоене. Тогава се отчита най-късия ден и най-дългата нощ за Северното полукълбо. За да получим представа за годишните времена в Южното полукълбо е необходимо само да разместим лятото и зимата.[1]

- Продължителност на годишните времена. В обсега на земната орбита се установяват следните главни линии: абсидна линия (свързва перихелия с афелия), линия на равноденствието и линия на слънцестоенето. Последните две линии разделят земната орбита на 4 части, които съответстват на годишните времена. Установено е, че моментите на най-голямо и на най-малко разстояние на Земята от Слънцето не съвпадат с лятното и със зимното слънцестоене. Тези моменти настъпват 13 дни след началото на лятото и съответно на зимата. Линията на слънцестоенето и абсидната линия понастоящем сключват ъгъл от 11°30′ и този ъгъл постепенно нараства. През 1246 г. двете линии са съвпадали. Тогава пролетта и лятото са продължавали по 93 дни и 6 часа, а есента и зимата – по 89 дни и 12 часа. Общо взето обаче, продължителността на топлия период е била по-голяма от тази на студения. След няколко хилядолетия – през 6488 г. апсидната линия отново ще съвпадне с линията на равноденствието. Тогава продължителността на лятото ще бъде равна на продължителността на есента, а зимата – на пролетта. Поради отклонението между абсидната линия и линията на слънцестоенето годишните времена имат различна продължителност. Пролет – 92 дни и 19 часа, лято 93 дни и 15 часа – общо топъл период 186 дни и 10 часа. Есен – 89 дни и 10 часа, зима 89 дни – общо студен период 178 дни и 19 часа. Тези данни са подложени на вековни промени. Абсидната линия извършва пълно завъртане по земната орбита за около 21 000 години и се предполага, че тези промени оказват влияние върху физикогеографските явления по земната повърхност.[1]

- Тропични и полярни окръжности. По пладне, в деня на лятното слънцестоене в Северното полукълбо, слънчевите лъчи падат перпендикулярно на паралела 23°27′ с.ш. Паралелът, който минава през 23°27′ с.ш. се нарича Северна тропична окръжност или Тропик на Рака. В същото време Слънцето огрява непрекъснато и изцяло северната полярна област заедно с полюса до 66°33′ с.ш. Това е периодът на непрекъснатият полярен ден. Паралелът с географска ширина 66°33′ с.ш. се нарича Северна полярна окръжност. На самата окръжност на 22 юни има непрекъснат полярен ден – цели 24 часа, който постепенно нараства към полюса и достига до половин година. Обратно е положението в Южното полукълбо. На юг се намира Тропикът на Козирога или Южна тропическа окръжност (23°27′ ю.ш.). По нея Слънцето грее в зенита си само на 22 декември, като тогава започва лятото. Паралелът, който минава през 66°33′ ю.ш. се нарича Южна полярна окръжност. В противоположност на северния полярен ден по същото време тук се установява непрекъсната полярна нощ, която нараства към самия полюс и достига до 6 месеца. Обратно положение настъпва през северната полярна нощ, когато в Южното полукълбо настъпва непрекъснатият полярен ден, който трае също половин година на самия полюс.[1]

- Съотношението между наклона на земната ос и положенията на Северната и Южната тропични окръжности и Северната и Южната полярни окръжности

| Географска ширина | Непрекъснат ден | Непрекъсната нощ |
| ----------------- | --------------- | ---------------- |
| 90°               | 189 денонощия   | 176 денонощия    |
| 85°               | 163 денонощия   | 150 денонощия    |
| 80°               | 137 денонощия   | 123 денонощия    |
| 75°               | 107 денонощия   | 93 денонощия     |
| 70°               | 70 денонощия    | 55 денонощия     |
| 66°33′            | 1 денонощия     | 1 денонощия      |
| 63°24′            | 20 часа         | 4 часа           |
| 60°               | 18 часа         | 6 часа           |
| 0°                | 12 часа         | 12 часа          |

## Календар
Времето на въртене на Земята около Слънцето се измерва с една календарна година. За удобство на хората тя се представя в цели дни – 365. За да коригира натрупаната разлика, всяка четвърта година е високосна. Това означава, че е с един допълнителен ден – 29 февруари.